# Loes Geurts
Loes Geurts, RON (Wûnseradiel, 1986. január 12. –) Európa-bajnok és világbajnoki ezüstérmes holland női válogatott labdarúgókapus. A Damallsvenskanban érdekelt BK Häcken hálóőre.

## Pályafutása

### Klubcsapatokban
Karrierjét a bolswardi RES csapatánál kezdte, majd egyéves heerenveeni kitérő után visszatért nevelő egyesületéhez.
18 évesen a Nyugat-Illinois-i Egyetemre nyert felvételt és az intézmény csapatában szerepelt. Tanulmányait követően a német FFC Heike Rheine gárdájához került, ahol 27 meccsen védett.
2007-ben visszatért hazájába és az AZ Alkmaar színeiben három bajnoki címet és egy kupagyőzelmet abszolvált. 2011-ben a Telstarhoz írt alá, azonban egy szezon és öt mérkőzés után a svéd első osztályú Vittsjöhöz távozott. Geurts az összes mérkőzésen pályára lépett, de csak a nyolcadik helyen végzett csapatával a bajnokságban. 
A Kopparbergs/Göteborg ajánlatát elfogadva még két évet írt alá Svédországban. Az eredményesnek nem nevezhető göteborgi időszak után a Paris Saint-Germain érdeklődött iránta és a francia csapatnál hat meccsen védhetett.
A párizsi kaland után egy időre visszavonult és édesanyjának szentelte idejét, 2017. decemberében azonban bejelentette visszatérését.

2018-ban ismét korábbi klubjához, a Kopparbergs/Göteborghoz szerződött.

### A válogatottban
Tagja volt a 2017-es Európa-bajnok és a 2019-es világbajnoki ezüstérmes holland válogatottnak.

## Sikerei

### Klubcsapatokban
Svéd bajnok (1):
- Kopparbergs/Göteborg (1): 2020

 Svéd kupagyőztes (1):
- Kopparbergs/Göteborg (1): 2019

 Holland bajnok (3):
- AZ Alkmaar (3): 2007–08, 2008–09, 2009–10

 Holland kupagyőztes (1):
- AZ Alkmaar (1): 2010–11

### A válogatottban
Hollandia
- Európa-bajnok: 2017
- Világbajnoki ezüstérmes: 2019
- Ciprus-kupa ezüstérmes: 2011[7]
- Ciprus-kupa bronzérmes: 2010[8]